# BNP Paribas Open 2009
Мастерс Індіан-Веллс 2009 — тенісний турнір, що проходив на відкритих кортах із твердим покриттям Indian Wells Tennis Garden в Індіан-Веллсі (США). Це був 36-й за ліком BNP Paribas Open серед чоловіків і 21-й — серед жінок. Належав до категорії Мастерс у рамках Туру ATP 2009 і серії Premier Mandatory в рамках Туру WTA 2009. Тривав з 9 до 22 березня 2009 року.

## Переможці та фіналісти

### Чоловіки. Одиночний розряд
Рафаель Надаль —  Енді Маррей 6–1, 6–2
- Для Надаля це був другий титул за сезон, 33-й — за кар'єру, і друга перемога на цьому турнірі.

### Одиночний розряд. Жінки
Віра Звонарьова —  Ана Іванович 7–6(7–5), 6–2
- Для Звонарьової це був другий титул за сезон і 9-й — за кар'єру.

### Парний розряд. Чоловіки
Енді Роддік /  Марді Фіш —  Макс Мирний /  Енді Рам 3–6, 6–1 [14–12]

### Парний розряд. Жінки
Віра Звонарьова /  Вікторія Азаренко —  Хісела Дулко  /  Шахар Пеєр 6–4, 3–6, [10–5]

## Учасники

### Сіяні учасники
| Спортсмен              | Країна                  | Рейтинг* | Сіяний |
| ---------------------- | ----------------------- | -------- | ------ |
| Рафаель Надаль         | Іспанія                 | 1        | 1      |
| Роджер Федерер         | Швейцарія               | 2        | 2      |
| Новак Джокович         | Сербія                  | 3        | 3      |
| Енді Маррей            | Велика Британія         | 4        | 4      |
| Микола Давиденко       | Росія                   | 5        | 5      |
| Хуан Мартін дель Потро | Аргентина               | 6        | 6      |
| Енді Роддік            | Сполучені Штати Америки | 7        | 7      |
| Жиль Сімон             | Франція                 | 8        | 8      |
| Гаель Монфіс           | Франція                 | 9        | 9      |
| Фернандо Вердаско      | Іспанія                 | 10       | 10     |
| Жо-Вілфрід Тсонга      | Франція                 | 11       | 11     |
| Давид Феррер           | Іспанія                 | 12       | 12     |
| Джеймс Блейк           | Сполучені Штати Америки | 13       | 13     |
| Давід Налбандян        | Аргентина               | 14       | 14     |
| Томмі Робредо          | Іспанія                 | 15       | 15     |
| Стен Вавринка          | Швейцарія               | 16       | 16     |

- Рейтинг станом на 2 березня 2009.

### Інші учасники
Нижче наведено учасників, які отримали вайлд-кард на участь в основній сітці:
- Тейлор Дент
- Джон Ізнер
- Вейн Одеснік
- Раян Світінг
- Кевін Андерсон

Нижче наведено гравців, які пробились в основну сітку через стадію кваліфікації:
- Роберт Кендрік
- Кевін Кім
- Майкл Расселл
- Тодд Відом
- Брендан Еванс
- Міхаель Беррер
- Б'єрн Фау
- Рік де Вуст
- Даніель Коллерер
- Міхаель Ламмер
- Сантьяго Хіральдо
- Томас Беллуччі